# توماستون (جورجیا)
توماستون، جورجیا (به انگلیسی: Thomaston, Georgia) یک شهر در ایالات متحده آمریکا با جمعیت ۹٬۶۳۸- نفر است که در جورجیا واقع شده‌است.

## موقعیت جغرافیایی
موقعیت جغرافیایی شهرها و مناطق اطراف به شرح زیر است: